# Eloisa María Cabrera Carmona
Eloísa María Cabrera Carmona (Roquetas de Mar, Almería; 17 de abril de 1971) es una política española, concejala del Ayuntamiento de Roquetas de Mar y diputada por Almería en el Congreso durante la XII legislatura.

## Biografía
Licenciada en Derecho, trabaja por cuenta ajena. Fue elegida concejala del Ayuntamiento de Roquetas de Mar en la lista del alcalde Gabriel Amat Ayllón tras las elecciones municipales de junio de 1999 y fue reelegida en 2003, 2007 y 2011. Después de las elecciones municipales de mayo de 2015 fue nombrada primer teniente de alcalde.
Con ocasión de las elecciones generales de diciembre de 2015, fue la tercera en la lista del Partido Popular para Almería dirigida por Rafael Hernando. Los malos resultados del PP, que solo obtuvo dos escaños, le privó de un escaño parlamentario. Tras las elecciones generales de 2016, y gracias la mejora de los resultados del partido, accedió al Congreso como diputada. Sin embargo, en noviembre de 2016 decidió dar prioridad a su cargo local y el escaño pasó a manos de Carmen Navarro Cruz, que ocupaba el cuarto lugar en la lista.